# São Pedro e São Paulo (Aileu)

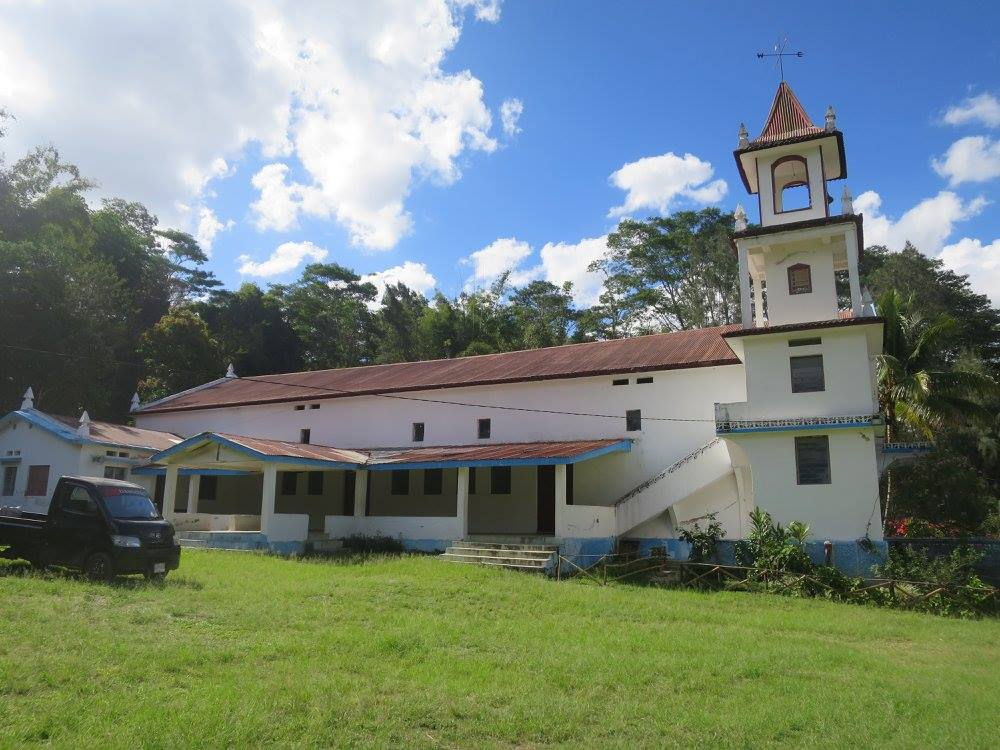
Die Kirche São Pedro e São Paulo (2016)

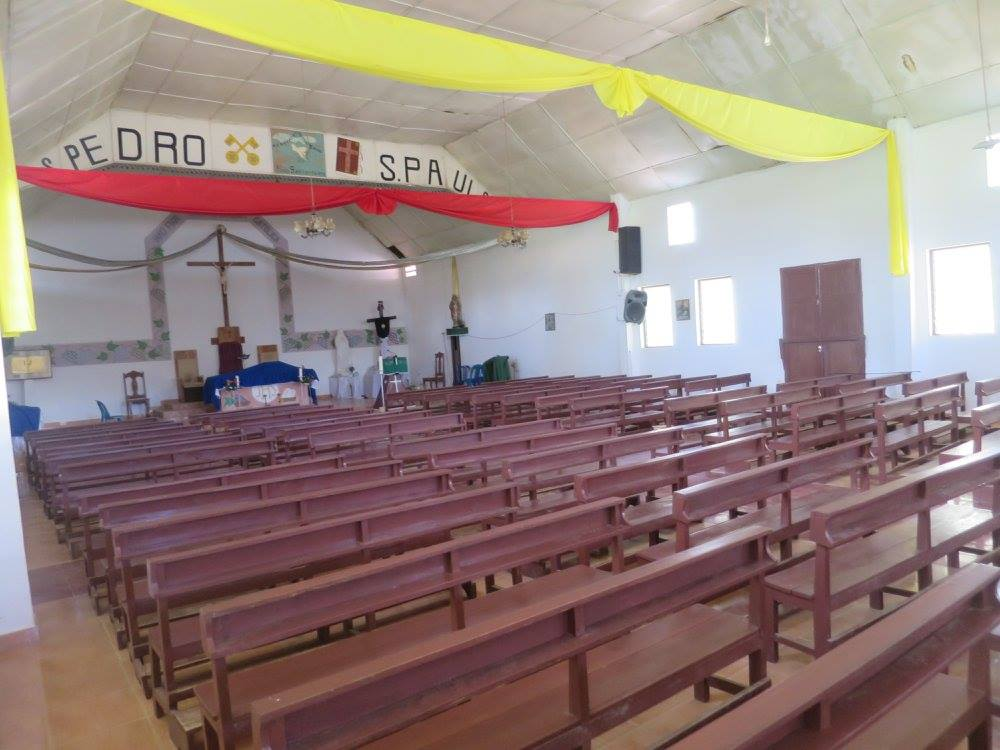
In der Kirche (2016)

Die Kirche São Pedro e São Paulo (Peter-und-Paul-Kirche) ist die römisch-katholische Pfarrkirche der osttimoresischen Stadt Aileu. Sie liegt südlich des Stadtzentrums, auf einem Hügel am Stadtrand im Stadtteil Kabasfatin. Der Pfarrgemeinde sind drei Schulen angeschlossen: Die Grundschule Escola dos Flores, das Colégio São Paulo und die Primärschule São Paulo.
Das Gebäude von 1960 wurde mit einem zwischen 1973 und 1975 entstandenen Neubau mit einem Turm links vom Eingang ersetzt. Am 29. Juni 1987 wurde sie zur Pfarrkirche erhoben.
Zwischen 2021 und 2025 wurde auch dieses Gebäude durch einen Neubau an derselben Stelle ersetzt. Den Grundstein legte Erzbischof Virgílio do Carmo da Silva. Die neue Kirche hat ihren Turm mittig, direkt über dem Kirchenportal.